# Allgemeine musikalische Zeitung

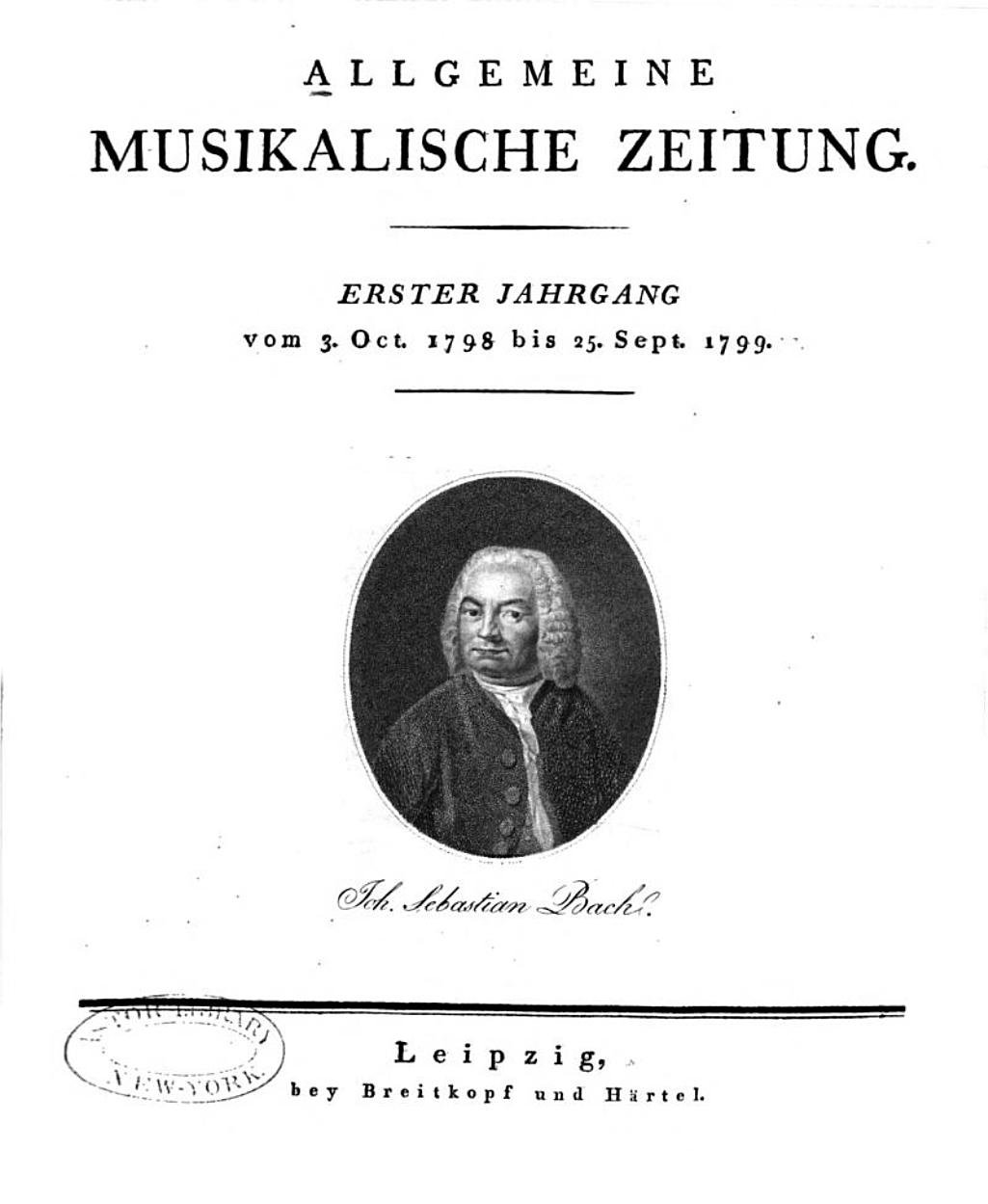
Copertina del primo volume, con un ritratto di J. S. Bach.

L'Allgemeine musikalische Zeitung (Giornale musicale generale) è stato un periodico in tedesco pubblicato nel XIX secolo, uno dei più autorevoli dell'epoca. La rivista recensiva spettacoli musicali di numerosi paesi, concentrandosi sulle nazioni di lingua tedesca, ma copriva anche la Francia, l'Italia, la Russia, la Gran Bretagna e occasionalmente l'America.
La sua imparzialità e la fedeltà ai principi fondamentali della credibilità e della discrezione a proposito delle posizioni personali di coloro di cui le recensioni si occupavano, gli assicurarono una stabile ed eminente posizione nella società musicale tedesca del suo tempo, durante il quale il giornale esercitò una grande influenza.

## Storia
Il giornale apparve in due serie: una rivista settimanale pubblicata tra il 1798 e il 1848, e una ripresa che durò dal 1866 al 1882. La casa editrice fu Breitkopf & Härtel di Lipsia per il primo periodo e per i primi tre anni del secondo; per la parte rimanente della sua storia il giornale fu pubblicato da J. Reiter-Biedermann. Per un certo tempo durante il secondo periodo apparve come Leipziger Allgemeine musikalische Zeitung ("AmZ di Lipsia").
Sul giornale apparve materiale di grande importanza, tra cui la prima versione, a puntate, della biografia di Haydn scritta da Georg August Griesinger, e articoli dello studioso Gustav Nottebohm e del critico Eduard Hanslick. Tra i collaboratori del giornale vi era E. T. A. Hoffmann di cui venne pubblicata un'autorevole recensione della Quinta Sinfonia di Beethoven. Per il giornale scrissero sia Robert Schumann che Franz Liszt. L'Allgemeine musikalische Zeitung ha continuato, anche dopo la cessazione delle pubblicazioni, ad essere una fonte essenziale per gli studiosi della musica e della cultura musicale della sua epoca.
Il giornale, nonostante la sua seria reputazione, pubblicò anche i cosiddetti "aneddoti di Rochlitz" una serie umoristica su Wolfgang Amadeus Mozart scritta dal primo direttore. Gli studiosi ritengono che questi aneddoti siano viziati da materiale generato esclusivamente dall'immaginazione dello stesso Rochlitz.
L'Allgemeine musikalische Zeitung non deve essere confuso con il Berliner allgemeine musikalische Zeitung, un diverso giornale che fu pubblicato a Berlino, né con il Wiener allgemeine musikalische Zeitung, pubblicato a Vienna.

### Direttori
I direttori dell'Allgemeine musikalische Zeitung nei primi cinquant'anni furono:
- Johann Friedrich Rochlitz, per i primi venti anni: per altri diciassette continuò a collaborare al giornale.
- Gottfried Christoph Härtel, il proprietario della casa editrice, che diresse il giornale in forma anonima per dieci anni
- Gottfried Wilhelm Fink, direttore per quattordici anni
- Carl Ferdinand Becker, un organista di Lipsia, nel 1842
- Moritz Hauptmann, cantore alla chiesa di St. Thomas a Lipsia, nel 1843
- Seguì un periodo di tre anni senza direttore
- Johann Christian Lobe, per gli ultimi due anni e mezzo.[3]

## Corrispondenti
- Barmen: Emil Kamphausen
- Basilea: Selmar Bagge
- Berlino: Friedrich Wilhelm Jähns, Philipp Spitta
- Bonn: Hermann Deiters
- Francoforte: W. Oppel
- Gottinga: Eduard Hille, E. Krueger
- Amburgo: Emil Krause
- Kempten: Adolf Thürlings
- Colonia: S. de Lange, R. E. Reusch
- Copenaghen: Anton Rée
- Lipsia: Franz von Holstein, Albert Tottmann, Gustav Wustmann
- Magdeburgo: Alexander Ritter
- Monaco: Karl Emil von Schafhäutl, Friedrich Stetter, L. Stetter, G. von Tucher
- Potsdam: Paul Waldersee
- Stoccarda: Bernhard Gugler
- Trieste: Eduard Bix
- Vienna: Martin Gustav Nottebohm, A. Tuma